# Blastocladiomycetes
Blastocladiomycetes är en klass av svampar. Blastocladiomycetes ingår i divisionen Blastocladiomycota och riket svampar.
| Blastocladiomycetes | \| \| Blastocladiales \| \| \| \| |
|                     | \| \| Blastocladiales \| \| \| \| |
|                     | Blastocladiales                   |
|                     |                                   |

|  | Blastocladiales |
|  |                 |